# Andrea Thomas
Andrea Irmgard Thomas, z d. Bersch (ur. 9 kwietnia 1963 w Güls) – niemiecka lekkoatletka specjalizująca się w biegu na 200 metrów, medalistka mistrzostw Europy.

## Kariera sportowa
Była zawodniczką SSC Koblenz-Karthause i VfL Sindelfingen. Startowała jako reprezentantka Republiki Federalnej Niemiec i zjednoczonych Niemiec.
W 1981 wystąpiła na mistrzostwach Europy juniorów, zdobywając brązowy medal w sztafecie 4 × 100 metrów, z wynikiem 45,11 (z Andreą Niggemann, Anne Griese i Andreą Haggemann). Na tej samej imprezie zajęła także 7. miejsce w biegu na 200 metrów, z wynikiem 23,62 (z wiatrem).
Dwukrotnie startowała na igrzyskach olimpijskich. W Seulu (1988) zajęła 4. miejsce w sztafecie 4 × 100 metrów, z wynikiem 42,76 (z Sabine Richter, Ulrike Sarvari i Ute Thimm) oraz 4. miejsce w sztafecie 4 × 400 metrów, z wynikiem 3:22,49 (z Ute Thimm, Helgą Arendt i Gudrun Abt), odpadła w ćwierćfinale biegu na 100 metrów, z wynikiem 11,37 i w półfinale biegu na 200 metrów, z wynikiem 22,91. W Barcelonie (1992) zajęła 5. miejsce w sztafecie 4 × 100 metrów, z wynikiem 43,17 (z Andreą Philipp, Silke Knoll i Sabine Günther), w biegu na 200 metrów odpadła w ćwierćfinale, z wynikiem 23,19.
Na mistrzostwach świata w lekkoatletyce w 1987 zajęła 5. miejsce w sztafecie 4 × 100 metrów, z wynikiem 43,20 (z Silke Knoll, Ulrike Sarvari i Ute Thimm). Na mistrzostwach Europy w 1990 zdobyła srebrny medal w sztafecie 4 × 100 metrów, z wynikiem 43,02 (z Gabi Lippe, Ulrike Sarvari i Silke Knoll), zajęła 4. miejsce w sztafecie 4 × 400 metrów, z wynikiem 3:25,12 (z Karin Janke, Helgą Arendt i Silke Knoll) oraz 8. miejsce w finale biegu na 200 metrów, z wynikiem 23,01.
W halowych mistrzostwach Europy w 1988 odpadła w eliminacjach biegu na 60 metrów, z wynikiem 7,45 i eliminacjach biegu na 200 metrów, z wynikiem 23,87. W halowych mistrzostwach świata w 1991 zajęła 4. miejsce w biegu na 200 metrów, z wynikiem 22,94.
Czterokrotnie startowała w zawodach Pucharu Europy w Finale A. W 1985 zajęła 5. miejsce w sztafecie 4 × 100 metrów, w 1987 - 3. miejsce w sztafecie 4 × 100 metrów, w 1989 - 4. miejsce w biegu na 200 metrów, 3. miejsce w sztafecie 4 × 100 metrów, 4. miejsce w sztafecie 4 × 400 metrów, w 1991 - 2. miejsce w biegu na 200 metrów.
Na mistrzostwach Niemiec na otwartym stadionie zdobyła dwa złote medale w biegu na 200 metrów (1988, 1989), dwa srebrne medale w biegu na 200 metrów (1990, 1992), dwa srebrne medale w biegu na 100 metrów (1988, 1989), brązowy medal w biegu na 100 metrów (1990), brązowy medal w biegu na 200 metrów (1985). Wywalczyła także pięć tytułów mistrzowskich w sztafecie 4 × 100 metrów (1986, 1987, 1988, 1989, 1992). W halowych mistrzostwach Niemiec zdobyła złote medale w biegu sztafetowym w 1985, 1986, 1987, 1989, 1991 i 1992, srebrne medale w biegu na 200 metrów w 1988 i 1991, brązowy medal w biegu na 60 metrów w 1988, brązowy medal na 200 metrów w 1986.
Była rekordzistką RFN w sztafecie 4 × 400 metrów, z wynikiem 3:22,49, uzyskanym w finale Igrzysk Olimpijskich w Seulu (1.10.1988).
Rekordy życiowe:
- 100 metrów: 11,34 (3.07.1988)
- 200 metrów: 22,74 (27.08.1988)
- 400 metrów: 51,98 (30.05.1992)